# Alma de Dios (película de 1941)
 Alma de Dios  es una película musical española, nueva versión de la zarzuela homónima con música del Mº José Serrano y libreto de Carlos Arniches y Enrique García Álvarez, dirigida por Ignacio F. Iquino y estrenada en 1941.

## Argumento
Eloisa es una huérfana, prometida de Agustín, que la conoce cuando llega a Madrid huyendo de los malos tratos de su madrastra. Pasa por ser madre de un hijo ilegítimo, pero en realidad la madre es su prima Irene (con la cual vive, junto a su tía) casada con el Sr. Adrián. Su tía Marcelina intenta con esta mentira salvar a su hija Irene. Tras numerosos enredos familiares, se aclara la verdad y los novios pueden vivir juntos y en paz.

## Recepción
Un crítico de la revista Fotogramas comentó sobre ella que «a pesar de ser realizada cuando el director tenía cierta brillantez y tener momentos cómicos de cierta brillantez, en su conjunto es muy poca cosa».

## Reparto
| Intérprete               | Personaje         |
| ------------------------ | ----------------- |
| Amparo Rivelles          | Eloísa            |
| Luis Prendes             | Agustín           |
| Guadalupe Muñoz Sampedro | Ezequiela         |
| José Isbert              | El tío Matías     |
| Pilar Soler              | Irene             |
| Teresa Idel              | Marcelina         |
| Manuel González          | Adrián            |
| Carlos Larrañaga         | Niño de Ezequiela |
| Paco Martínez Soria      | Saturiano         |
| José Acuaviva            | Orencio           |
| Trini Borrull            | Dancer            |